# Крофордсвіль (Арканзас)
Крофордсвіль (англ. Crawfordsville) — місто (англ. town) в США, в окрузі Кріттенден штату Арканзас. Населення — 462 особи (2020).

## Географія
Крофордсвіль розташований на висоті 67 метрів над рівнем моря за координатами 35°13′36″ пн. ш. 90°19′28″ зх. д. / 35.22667° пн. ш. 90.32444° зх. д. (35.226614, -90.324446). За даними Бюро перепису населення США в 2010 році місто мало площу 1,53 км², уся площа — суходіл. В 2017 році площа становила 1,45 км², уся площа — суходіл.

## Демографія
Згідно з переписом 2010 року, у місті мешкало 479 осіб у 194 домогосподарствах у складі 139 родин. Густота населення становила 312 особи/км². Було 225 помешкань (147/км²).
Расовий склад населення:
| - 65,1 % — білих - 32,8 % — чорних або афроамериканців - 1,3 % — осіб інших рас |

До двох чи більше рас належало 0,8 %. Іспаномовні складали 1,9 % від усіх жителів.
За віковим діапазоном населення розподілялося таким чином: 24,4 % — особи молодші 18 років, 57,6 % — особи у віці 18—64 років, 18,0 % — особи у віці 65 років та старші. Медіана віку мешканця становила 39,0 року. На 100 осіб жіночої статі у місті припадало 95,5 чоловіків; на 100 жінок у віці від 18 років та старших — 93,6 чоловіків також старших 18 років.
Середній дохід на одне домашнє господарство становив 50 907 доларів США (медіана — 42 083), а середній дохід на одну сім'ю — 60 770 доларів (медіана — 52 083). Медіана доходів становила 49 250 доларів для чоловіків та 24 271 долар для жінок. За межею бідності перебувало 25,0 % осіб, у тому числі 31,6 % дітей у віці до 18 років та 16,0 % осіб у віці 65 років та старших.
Цивільне працевлаштоване населення становило 223 особи. Основні галузі зайнятості: освіта, охорона здоров'я та соціальна допомога — 30,0 %, сільське господарство, лісництво, риболовля — 11,2 %, транспорт — 9,4 %, публічна адміністрація — 8,5 %.
За даними перепису населення 2000 року в Крофордсвілі проживало 514 осіб, 142 родини, налічувалося 202 домашніх господарств і 222 житлових будинки. Середня густота населення становила близько 467,3 осіб на один квадратний кілометр. Расовий склад Крофордсвіля за даними перепису розподілився таким чином: 49,81 % білих, 49,42 % — чорних або афроамериканців, 0,19 % — азіатів, 0,58 % — представників змішаних рас. Іспаномовні склали 1,17 % від усіх жителів міста.
З 202 домашніх господарств в 29,7 % — виховували дітей віком до 18 років, 42,1 % представляли собою подружні пари, які спільно проживали, в 22,3 % сімей жінки проживали без чоловіків, 29,7 % не мали сімей. 27,7 % від загального числа сімей на момент перепису жили самостійно, при цьому 13,4 % склали самотні літні люди у віці 65 років та старше. Середній розмір домашнього господарства склав 2,54 особи, а середній розмір родини — 3,12 особи.
Населення міста за віковим діапазоном за даними перепису 2000 року розподілилося таким чином: 27,0 % — жителі молодше 18 років, 8,8 % — між 18 і 24 роками, 27,0 % — від 25 до 44 років, 23,9 % — від 45 до 64 років і 13,2 % — у віці 65 років та старше. Середній вік мешканця склав 37 років. На кожні 100 жінок в Крофордсвілі припадало 89,7 чоловіків, у віці від 18 років та старше — 91,3 чоловіків також старше 18 років.
Середній дохід на одне домашнє господарство в місті склав 26 518 доларів США, а середній дохід на одну сім'ю — 31 667 доларів. При цьому чоловіки мали середній дохід в 31 250 доларів США на рік проти 19 205 доларів середньорічного доходу у жінок. Дохід на душу населення в місті склав 12 176 доларів на рік. 19,4 % від усього числа сімей в окрузі і 21,1 % від усієї чисельності населення перебувало на момент перепису населення за межею бідності, при цьому 27,9 % з них були молодші 18 років і 16,4 % — у віці 65 років та старше.